# Пјандеипрети (Ђенова)
Пјандеипрети је насеље у Италији у округу Ђенова, региону Лигурија.
Према процени из 2011. у насељу је живело 48 становника. Насеље се налази на надморској висини од 369 м.